# Xinyi (Jiangsu)
Xinyi (新沂市S, XīnyíP) è una città-contea della Cina, situata nella provincia di Jiangsu e amministrata dalla prefettura di Xuzhou.